# Otto Bölke

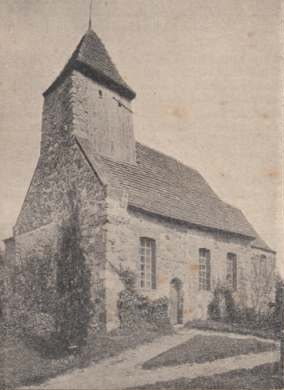
Die ehemalige Dorfkirche Blönsdorf, in der Otto Bölke 1904 sein Pastorenamt antrat

Otto Franz Bölke (* 21. Juni 1873 in Berkau; ✝ 5. Juli 1946 in Blönsdorf) war ein Pastor, Heimatforscher und niederdeutscher Mundartautor in Blönsdorf, heute ein Ortsteil von Niedergörsdorf im Land Brandenburg.

## Leben
Otto Bölke stammt aus dem Niederen Fläming an der Grenze zwischen Anhalt und Brandenburg. Er wurde 1873 in Berkau (niederdeutsch Barkaue), heute ein Ortsteil von Lutherstadt Wittenberg, geboren. Seine Eltern waren Auguste Sophie Friederike Schulze (1844–1918) und der Ortsvorsteher Johann Gottfried Bölke (1831–1894).
Bölke wuchs in Berkau auf und ging dort zur Dorfschule. Seine Muttersprache war das Flämingische, die bis ins 20. Jahrhundert vorherrschende niederdeutsche Mundart der Gegend. Von 1886 bis 1896 besuchte er das Gymnasium in Wittenberg und studierte von 1896 bis 1900 evangelische Theologie an den Universitäten Marburg, Berlin und Halle. Danach arbeitete er zunächst als Vikar der Gemeinde St. Othmar in Naumburg und zwischen 1901 und 1903 als Hilfsprediger in Zorbau, Gräfenhainichen und Wernersdorf in Schlesien (heute Pakoszów in Polen). Im Februar 1904 wurde er zum Pfarrer in Blönsdorf und Mellnsdorf, zwei benachbarte Flämingdörfer auf Brandenburger Seite auf halbem Weg zwischen Wittenberg und Jüterbog, ernannt. Er ließ sich im Pfarrhaus von Blönsdorf nieder, wo er Zeit seines weiteren Lebens tätig blieb und unter dem Beinamen „Flämingpastor“ bekannt wurde.
Bölkes Frau war Anna Ella Gertrud Bölke (geb. Sins, 1878–1965) aus Friedland in Schlesien (heute Mieroszów in Polen), wo die beiden 1904 heirateten.

## Wirken
Der Name der Landschaft Fläming ist ein Lehnwort niederländischen Ursprungs und mit Vlamingen verwandt. Er geht auf die frühen Kolonisten in der Mark Brandenburg zurück, die zeitgenössische Urkunden als Flandrenses, Hollandenses und Flamingi ex Flandrensi provincia beschreiben. Die Vorstellung einer flämisch-niederländischen Herkunft seiner Vorfahren hat Bölke zeitlebens fasziniert und begründete sein Interesse an der Lokalgeschichte des Flämings sowie später auch an der Flämischen Bewegung.

### Heimatforscher
Bölke korrespondierte zu heimatgeschichtlichen Fragen mit mehreren Niederlandisten, darunter der Gelehrte Kamiel Calleweart aus Brügge. 1912 veröffentlichte er eine Ortschronik von Blönsdorf und Mellnsdorf, in der er kulturelle Merkmale der Gegend hervorhebt und dabei einen Zusammenhang mit den frühen Kolonisten annimmt. Weitere zahlreiche Texten zu verschiedenen Themen, darunter Geschichte, Sprache und Volkskunde, erschienen in Zeitungen und Zeitschriften und machten Bölke überregional als „tüchtigen Heimatforscher“ bekannt. Seine Schriften enthalten Daten, die bis heute Beachtung finden und teilweise neu abgedruckt werden, z. B. in einem Band über über das Birkenblattblasen.
Bölkes Hauptinteresse lag auf der Besiedlungs- und Kirchengeschichte des Flämings. Die sogenannte Fläming-Sammlung (auch „Bölke-Fläming-Archiv“) enthielt Bölkes gesamte Forschungsmaterialien und wurde von ihm bis nach dem Ende des Zweiten Weltkriegs im Blönsdorfer Pfarrhaus aufbewahrt. Große Teile der Sammlung wurden später jedoch aufgrund unsachgemäßer Lagerung zerstört. Nach Bölkes Tod 1946 kümmerte sich sein Sohn um diesen Nachlass und übergab ihn später dem Stadtmuseum in Jüterbog, wo er bis heute archiviert wird und für die Forschung zugänglich ist. Ein Verzeichnis findet sich im Buch Der Flämingpastor Otto Bölke (2015), das Bölkes historiographische Arbeit beschreibt.

### Propagandist
Die Verbindung zwischen Fläming und Flandern zieht sich durch Bölkes gesamtes Wirken. Während des Ersten Weltkriegs machte ihn dieses Interesse zu einem Propagandisten der Flamenpolitik im besetzten Belgien.
Anfang 1917 hatte Bölke in Berlin den niederländischen Prediger und Aktivisten der Flämischen Bewegung Domela Nieuwenhuis kennen gelernt, der 1918 sogar zu Besuch nach Blönsdorf kam. Die zahlreichen evangelischen Pastoren unter den deutschen Sympathisanten der radikalen Jungflamen sahen Domela Nieuwenhuis nicht nur als Kollegen, sondern schätzten auch seine politische Radikalität, die ihren eigenen antidemokratischen Konservatismus widerspiegelte.
Bölke wurde Vorsitzender der 1917 gegründeten Deutsch-Flämischen Gesellschaft in Berlin. Im gleichen Jahr veröffentlichte Bölke zwei propagandistische Schriften über das Thema der „Flamen in Belgien und Deutschland“. Die hochmittelalterliche Ostsiedlung und die angenommene Verwandtschaft zwischen Fläming und Flandern dient dabei als Argument für eine deutsche Volkstumspolitik in Belgien: So wie die deutschen Flämingbauern bei Bölke schlicht und einfach als „Flamen“ beschrieben werden, können die Flamen in Belgien als „Deutsche“ reklamiert werden.

### Mundartautor

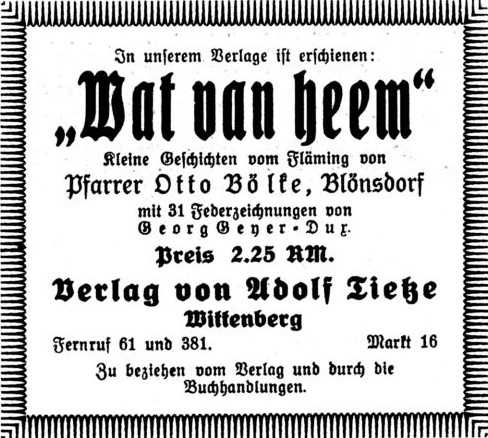
Verlagsreklame für Otto Bölkes Buch auf Flämingisch Wat van heem (1927)

Neben der Heimatforschung trat Bölke auch als Autor von niederdeutscher Mundartliteratur hervor. Das Interesse an der Erforschung der Mundart ist mit Bölkes Heimatforschung verbunden und begann bereits während des Ersten Weltkrieges. Erste eigene Artikel zum Thema erschienen 1915 im Unterhaltungsblatt des Reichsboten. Später animierte ihn Domela Nieuwenhuis dazu, das Flämingische zu beschreiben und zu bewahren.
1927 erschien ein Buch mit „kleinen Geschichten vom Fläming“ auf Flämingisch. Mehrere weitere Mundarttexte erschienen als selbständige Drucke oder in Heimatkalendern und anderen Sammelbänden, darunter der kurze autobiographische Text „Wie ich zu meinem Namen gekommen bin“ von 1931, der 1935 auch als Sonderdruck vom Verlag Hessenland in Stettin gedruckt wurde und so in Umlauf kam.
Bölke stand mit Sprachwissenschaftlern wie Wilhelm Seelmann in Kontakt, die ihn als Sprecher und Kenner der lokalen Sprachverhältnisse konsultierten. Seine Materialien fanden auch nach seinem Tod in der Forschung Beachtung, z. B. in Helmut Langners Monographie zur Mundart und Umgangssprache im Wittenberger Raum und bei der Arbeit am Brandenburg-Berlinischen Wörterbuch.
Bölke gilt als niederdeutscher Autor, erlangte als Schriftsteller dieser Sprache jedoch keine größere Bedeutung. In einer Buchbesprechung in der Zeitschrift der Vereinigung für Niederdeutsche Sprache und Literatur Quickborn beschreibt ein Rezensent Bölkes Buch von 1927 als „gutgemeinte Dilettantenarbeit“, weil es weder Poesie noch Prosa enthalte und dichterisch belanglos sei.

### Nationalprotestant
Nach dem Ersten Weltkrieg interessierte sich Bölke weiterhin für den flämischen Nationalismus und landete schließlich in der nationalsozialistischen Szene. Der Historiker Winfried Dolderer bezeichnet ihn als einen typischen Vertreter des deutschen Nationalprotestantismus, eine unter evangelischen Christen weit verbreitete Mentalität, die sich in der Zeit zwischen dem Kaiserreich und dem Dritten Reich herausgebildet hatte. Bölkes Biograph Max Schütze bezweifelt jedoch, dass Bölke ein Nationalsozialist war. Demnach hätte er sich als nationalkonservativer Christ vielmehr eine Stärkung seiner Kirche erhofft.
Bölke begrüßte jedenfalls die Machtergreifung der Nationalsozialisten 1933 und wurde zu einem Verehrer Adolf Hitlers, was sich unter anderem in seinem 1941 veröffentlichten Huldigungsgedicht an den „Führer“ in flämingischer Mundart widerspiegelt. Noch 1943 hielt Bölke einen Vortrag über „das kleine Flandern in Deutschland“ in Halle, der Wellen bis in die Kollaborationspresse im – erneut von Deutschland besetzten – Land Belgien schlug.

## Ehrungen
2009 wurde die Bölke-Straße (ehemals Ackerstraße und Straße der DSF) im Blönsdorfer Ortsteil der Gemeinde Niedergörsdorf zu Ehren von Otto Bölke benannt.

## Veröffentlichungen (Auswahl)
- Die Geschichte eines Flämingdorfes. Blönsdorf mit Mellnsdorf einst und jetzt nach alten Urkunden und Chroniken. Stötzner, Zahna 1912.
- Unter dem Banner der Versöhnung. Die Flamen in Belgien und die Flamen in Deutschland. Krüger, Leipzig 1917.
- Wittenberg-Antwerpen die beiden echt flämischen Städte als Hochburgen evangelischen Glaubens. Krüger, Leipzig 1917.
- Das deutsche evangelische Pfarrhaus in seiner Bedeutung für das deutsche Volk. Buchhandlung des Waisenhauses, Halle (Saale) 1925.
- Wat van heem. Kleene Geschichten van'n Fläming. Adolf Tietze, Lutherstadt Wittenberg 1927 (niederdeutsch).
- Auf dem Fläming zwischen Wittenberg und Jüterbog – „Een klein Vlaanderen in Duitschland“. Streubel, Düben-Mulde 1936.